# Lustrochernes argentinus
Espèce
Synonymes
- Chelifer argentinus Thorell, 1877
- Chelifer capreolus Balzan, 1888

Lustrochernes argentinus est une espèce de pseudoscorpions de la famille des Chernetidae.

## Distribution
Cette espèce se rencontre en Argentine, au Paraguay, au Brésil, au Pérou, en Équateur, en Colombie, au Venezuela, à Trinité-et-Tobago, à Porto Rico et au Mexique.

## Étymologie
Son nom d'espèce lui a été donné en référence au lieu de sa découverte, l'Argentine.

## Publication originale
- Thorell, 1877 : Sobre algunos Aracnidos de la República Argentina. 1. Scorpiones, Opiliones y Pseudoscorpiones. Periódico Zoológico, vol. 2, p. 201-218 (texte intégral).